# Porpác, Vas
Porpác  este un sat în districtul Sárvár, județul Vas, Ungaria, având o populație de 146 de locuitori (2011). 

## Demografie
Componența etnică a satului Porpác
     Maghiari (100%)
Componența confesională a satului Porpác
     Reformați (2,74%)
     Fără religie (2,05%)
     Necunoscută (95,21%)
Conform recensământului din 2011, satul Porpác avea 146 de locuitori. Din punct de vedere etnic, majoritatea locuitorilor (100,0%) erau maghiari. Nu există o religie majoritară, locuitorii fiind reformați (2,74%) și persoane fără religie (2,05%). Pentru 95,21% din locuitori nu este cunoscută apartenența confesională.